# Revak the Rebel
Revak the Rebel is een Amerikaans-Italiaanse sandalenfilm uit 1960 onder regie van Rudolph Maté.

## Verhaal
Revak is een prins van Penda, een klein eilandje voor de kust van Iberië. De Carthaagse vloot plundert het eiland en neemt de overlevende eilandbewoners gevangen. Na een reis aan boord van een galei komt Revak aan in Carthago. Hij wordt er een olifantenhoeder. Hoewel hij veel aandacht krijgt van machtige vrouwen, zint Revak op wraak.

## Rolverdeling
| Acteur           | Personage |
| ---------------- | --------- |
| Jack Palance     | Revak     |
| Milly Vitale     | Cherata   |
| Guy Rolfe        | Kainus    |
| Austin Willis    | Varro     |
| Richard Wyler    | Lycursus  |
| Deirdre Sullivan | Valeria   |